# Notes (Apple)
Pour les articles homonymes, voir Notes.
Notes est une application de prise de notes développée par la société Apple. Elle est fournie sur les systèmes d'exploitation, iOS (depuis sa création) pour téléphones et tablettes, et macOS (depuis OS X 10.8 Mountain Lion). Ce service peut être synchronisé entre les appareils à l'aide du service de cloud computing d'Apple, iCloud.
L'application utilise une interface similaire sur iOS et macOS, avec une texture de fond imitant du papier à notes. Jusqu'en 2013, les deux applications utilisaient une interface skeuomorphique forte. Cette présentation a été remplacée par un aspect flat design dans OS X Mavericks et iOS 7.

## Version iOS

### iOS 9
Avec iOS 9, Notes a reçu une grande mise à jour : 
- la synchronisation iCloud (au lieu de IMAP; qui fonctionne avec la version OS X 10.11),
- la possibilité de créer des croquis (et plus tard, le support de l'Apple Pencil),
- des options avancées de mise en forme du texte,
- plusieurs styles de listes,
- une prévisualisation des liens de sites web et de cartes,
- le support de plus de types de pièces jointes,
- un navigateur pour les pièces jointes,
- un système de partage amélioré.

Dans iOS 9.3, chaque note peut être protégée par mot de passe (avec la possibilité d'utiliser Touch ID pour déverrouiller toutes les notes sur les appareils compatibles). Le mot de passe est synchronisé entre les appareils compatibles.

### iOS 10
Dans iOS 10, Notes a été pourvu d'une fonction de collaboration permettant de partager une note à un autre utilisateur d'iCloud.

### iOS 11
La mise à jour de Notes publiée avec iOS 11 ajoute un tableur, des notes épinglées, un scanner de documents, la possibilité de changer l'arrière-plan d'une note, le support du texte monochasse, la recherche dans un texte en écriture manuscrite, et l'amélioration de l'intégration avec Apple Pencil. Appuyer avec le Pencil sur l'écran de Verrouillage créé une nouvelle note avec le mode Dessin, le Pencil peut également lancer un dessin sans avoir à lancer le mode Dessin.

## Version macOS
Avant Mountain Lion, Mail sur macOS prenait en charge une boîte aux lettres contenant des notes, qui était synchronisée avec les notes dans l'application Notes dans iOS. Cette situation était une bidouille : puisque Mail utilisait le protocole IMAP comme protocole de synchronisation, il pouvait aussi synchroniser vos notes sans travail supplémentaire.
Dans Mountain Lion, les notes ont été déplacés sur une nouvelle application Notes, Les notes créées sont synchronisées sur tous les appareils Apple de l'utilisateur par le biais du service iCloud. Les Notes peuvent être organisés en dossiers et épinglés sur le bureau de l'utilisateur. Lorsque l'application est fermée, la note épinglée demeure présente. En outre, contrairement à l'iPad, l'iPhone et l'iPod touch, la version Notes de l'OS X Mountain Lion, permettait déjà aux images d'être imbriquées à l'intérieur des notes.
À l'origine, les notes peuvent être créés dans les trois différentes polices par défaut - Noteworthy, Marker Felt, Feutre, et Helvetica. Les utilisateurs peuvent également ajouter des polices personnalisées en visitant les "Polices" dans le menu. Le menu permet à l'utilisateur de modifier la taille du texte, le format des listes, de choisir l'alignement (gauche, centre, justifier, ou à droite), d'attribuer un sens d'écriture, et de mettre le texte en retrait. Les pièces jointes, les images et les liens hypertextes peut également être ajouté dans une note. Les pièces jointes ne peuvent originellement pas être affichées sur les appareils iOS.

### OS X 10.11
Dans OS X 10.11, une nouvelle version de Notes est publiée (en adéquation avec iOS 9), avec de grosses fonctionnalités, y compris la synchronisation iCloud, la possibilité de visualiser des croquis créés sur iOS, des options avancées de mise en forme du texte, plusieurs styles de listes, la prévisualisation des liens de site web et de carte, le support de plus de type de pièces jointes, un navigateur pour les pièces jointes, et un système de partage amélioré.
Dans OS X El Capitan 10.11.4, chaque note peut être protégée par mot de passe, le mot de passe est synchronisé entre les appareils compatibles.

### macOS 10.13
La mise à jour de Notes publiée avec macOS 10.13 ajoute la possibilité de créer des tableurs dans l'app.